# エンリケ・イグレシアス
エンリケ・イグレシアス（Enrique Iglesias、1975年5月8日 - ）は、スペイン・マドリード出身、アメリカ合衆国・マイアミ在住の歌手。
グラミー賞、ラテン・グラミー賞、ビルボード・ミュージック・アワード、アメリカン・ミュージック・アワード、ワールド・ミュージック・アワードなどを受賞している。ヒット曲の中でも日本ではトヨタ・MR-Sのコマーシャルに使用され西城秀樹もカバーした『Bailamos』と、『恋するトップレディ』の主題歌であった『Hero』が有名。

## 幼年期
イグレシアスは、レアル・マドリードの元二軍サッカー選手で世界的に有名な歌手となったフリオ・イグレシアスと、フィリピンとスペインのミックスで元モデルのセレブリティであるイサベル・プレイスレル(Isabel Preysler) の間に次男として生まれた。4歳上の姉がニュースレポーターのチャベリ・イグレシアス (Chabeli Iglesias)、2歳上の兄は同じく歌手のフリオ・ホセ・イグレシアス（Julio José Iglesias フリオ・イグレシアス・ジュニアとも呼ばれる）である。ほかに異父兄弟が2人、異母兄弟5人がいる。
エンリケ・イグレシアスは、3歳の時に両親が離婚、父はアメリカ合衆国フロリダ州マイアミに移り、子ども達は母とマドリッドに住んでいた。しかしイグレシアスの祖父、フリオ・イグレシアス・プガ (Julio Iglesias Puga) がバスク地方のテロリスト集団ETAに誘拐された事件が起こり、1982年、身の危険を感じた母によって、兄姉とともにマイアミの父親の元に送られる。
父親は不在のことが多く、イグレシアスは母親に会うために毎年夏をスペインで過ごす以外は乳母のエルビラ・オリバレス (Elvira Olivares)に育てられた。最初のアルバムもエルビラに捧げられたものである。
イグレシアスは億万長者の息子として非常に裕福な生活を楽しんでいたが、後にシンプルさを好むようになった。その傾向はコンサートでも見られ、白いコットンシャツにジーンズといった地味な衣装で現れるようになった。

## キャリア

### 歌手
イグレシアスの最初のキャリアは、プレップ・スクールのガリバー高校(Gulliver) 在学中に出演したミュージカル『ハロー・ドリー!』 (Hello, Dolly!)である。両親に秘密で歌のレッスンを始め、経営学を学ぶためにマイアミ大学に一年通った後、音楽の道に進むことを決心した。イグレシアスは契約してくれるレーベルをさがしていたが、契約にこぎつけるまで本名を名乗ることを頑なに拒み、エンリケ・マルティネス (Enrique Martinez) という仮名を使った。デビューに至る経歴は、素性をまったく知らない第三者がイグレシアスのデモテープを聞いて才能を認めたという説と、父親の元マネージャーでデビュー当時からエンリケ・イグレシアスのマネージャーを務めたコロンビア人のフェルナン・マルティネス (Fernán Martínez)に支援を頼んだという説がある。
イグレシアスとマネージャーの2人は、無名の中南米出身の歌手としてエンリケ・マルティネスのデモテープを各社に渡して売り込んだが、大手すべてに断られた。ようやくメキシコ音楽などを扱うスペイン語系レーベルのフォノビサ (Fonovisa)だけが興味を示した。フォノビサと契約を結んだイグレシアスはカナダのトロントで1枚目のアルバムのレコーディングを行う。
1995年発売の最初のアルバム『Enrique Iglesias』は発売3ヶ月で100万枚を突破し、最初のゴールドディスクは発売後わずか7日で手に入れたポルトガルのものである。700万枚のセールスを記録したアメリカではプラチナディスクを得ている。フォノビサからはデビューアルバムに次いで、1997年『Vivir』1998年『Cosas del Amor』をリリースしている。フェルナン・マルティネスのアドバイスで、『Cosas del Amor』では初めて英語で（スペイン語と半分ずつだが）歌った曲『バイラモス』が収録されている。
フォノビサでの成功（プラチナディスク2枚、ゴールドディスク1枚）によって、業界大手のユニバーサルミュージックとアルバム6枚を出す契約を結び、スペイン語圏から英語圏市場へ進出した。そして2000年2月には国民的祭典スーパーボウルのハーフ・タイム・ショーに出演し、2003年12月にはニューヨークの風物詩ロックフェラーセンターのクリスマス・ツリー点灯式に招待されるなど、ラテン社会のみならずアメリカのメインストリームでも受け入れられるスターとなった。
2000年6月には口パク疑惑が起こった。辛らつでショッキングな放送内容で有名なニューヨーク在住のラジオ・パーソナリティー、ハワード・スターンは、音程のはずれた『Rhythm Divine』（イグレシアスの歌うMP3  と歌う映像ビデオ ）らしきものを受け取った。スターンはこの激しく音痴で可笑しい歌を自分の番組で一週間にわたって流し、イグレシアスのライブが口パクでスタジオの外では上手く歌えないどころか、ミリ・ヴァニリと同じようにアルバムは別人が歌っているとまでほのめかした。イグレシアスはニューヨークに直行しハワード・スターン・ショーに出演、アコースティックで『Rhythm Divine』 と 『Be With You』を歌った。スターンは批判を止めるとイグレシアスに言った。イグレシアスはこの疑惑とハワード・スターン・ショーへの出演は、結果として最高のプロモーションになったと語っている。
日本には2000年2月にプロモーションで訪れHMV渋谷店でファン・イベントを行った。2002年1月にも『エスケイプ』のプロモーションで再来日し、1月27日にHMV渋谷店でミニコンサートを開き、1月29日に『笑っていいとも』、2月2日に『ポップジャム』などに出演した。
2005年2月イグレシアスはトミーヒルフィガーと契約し、香水『True Star Men』の様々な宣伝イベントに出演し、コマーシャルのテーマソング『Ring My Bell』も歌っている。人気テレビ番組『エクストリーム・メイクオーバー (Extreme Makeover: Home Edition)』のシーズン最終回に登場し『Somebody's Me』を歌った。『Ring My Bell』と『Somebody’s Me』は2007年発売の『Insomiac』に収録されている。
イグレシアスのアルバムセールスは4000万枚に達し、世界で最も売れているスペイン語系ミュージシャンの一人となっている。イグレシアスは父親の持つセールス記録（3億枚以上）には達していないものの、アルバム1枚あたりの売り上げでは父を超えており、1990年代に最も売れたスペイン語系アーティストとなった。レコード会社がつけた「世界で最も売れているスペイン人アーティスト」というレッテルもあながち間違いではない。イグレシアスは、もし将来子どもが生まれて同じ道を進むことになったら、自分と同じように、父である自分の記録を超えることを期待するだろうと語っている。

### ソング・ライター

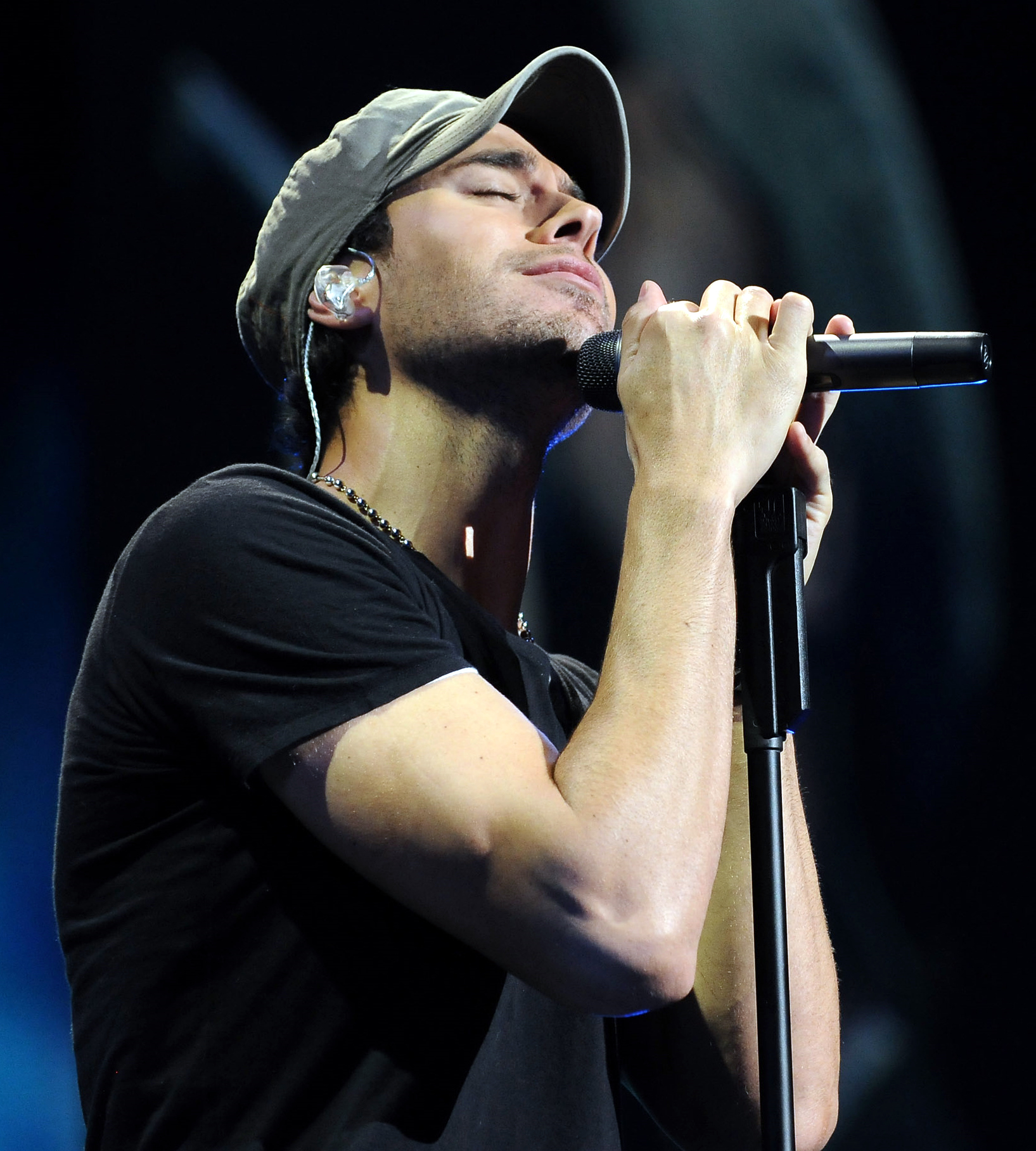
2010年

イグレシアスはソング・ライターであるガイ・チャンバース (Guy Chambers) とのコラボレーションで、アンドレア・ボチェッリの最初のポップ・アルバムに収録されているシングル『Un Nuovo Giorno』を書いた。この曲は後に『ファースト・デイ・オブ・マイ・ライフ (First Day Of My Life)』として英語に訳され、元スパイス・ガールズのメラニー・チズムがカバーしてヨーロッパじゅうで大ヒットし、多くの国でチャート1位になっている。イギリスのバンド、ホリーズ (The Hollies)のアルバムにはイグレシアスと共同で書いた曲が4曲含まれている。イグレシアスは、もし引退するようなことがあったら他のアーティストのために曲を書いてプロデュースしたいと何度も語っている。
また、2000年にイグレシアスは『Four Guys Named Jose and Una Mujer Named Maria』というオフ・ブロードウェイ・ミュージカルを共同プロデュースした。このミュージカルは、音楽に興味のあるラテン系アメリカ人の4人が出会ってショーを上映するという物語である。カルメン・ミランダ、セレーナ、リッチー・ヴァレンス、サンタナ、リッキー・マーティン、イグレシアス自身といった今昔のラテン音楽やラテン・ポップ・アーティスト達の曲を彷彿させる内容である。

### 俳優
2002年にイグレシアスはアメリカのスナック菓子ドリトス (Doritos) のコマーシャルに出演している。コンサートで歌いながら恋人を探しているイグレシアスが、黒人男性に手をさしのべる。男性が対処に困っていると、男性が持っていたドリトスの袋を奪い、ステージ上で食べ始めるという内容であった。
イグレシアスはワールド・ツアーのスポンサーであったペプシの豪華コマーシャルにも出演している。ペプシを独り占めする我がままローマ皇帝の役で、グラディーエーター姿で「ウィ・ウィル・ロック・ユー」を歌うブリトニー・スピアーズ、ビヨンセ、P!NKの三人組によって、高い見物席からライオンのいる競技場に落とされてしまうという役柄である。
イグレシアスは演劇にも興味を示し始め、2003年公開ロバート・ロドリゲス監督の『レジェンド・オブ・メキシコ/デスペラード』にて口が悪く拳銃を振りまわすロレンソ役で、アントニオ・バンデラス、サルマ・ハエック、ジョニー・デップと共演した。チャーリー・シーン主演のテレビコメディー番組『Two and a Half Men』の2007年5月7日のエピソードでは、何でも屋のフェルナンドとしてカメオ出演している。イグレシアスは、音楽の仕事の合間にできるような小さな役ならまた演じてみたいと語っている。
イグレシアスはアルバム作成の合間には人前に出ることは少なかったが、最近は何度もメディアに登場している。オプラ・ウィンフリー・ショーで、ファンの一人と一日を過ごすという企画でゲスト出演したこともある。スペイン語放送局ユニビジョンの番組『プレミオス・フベンタド (Premios Juventud)』に出演したり、アルゼンチンのディエゴ・マラドーナの番組の最終回にもゲスト出演している。

## 私生活

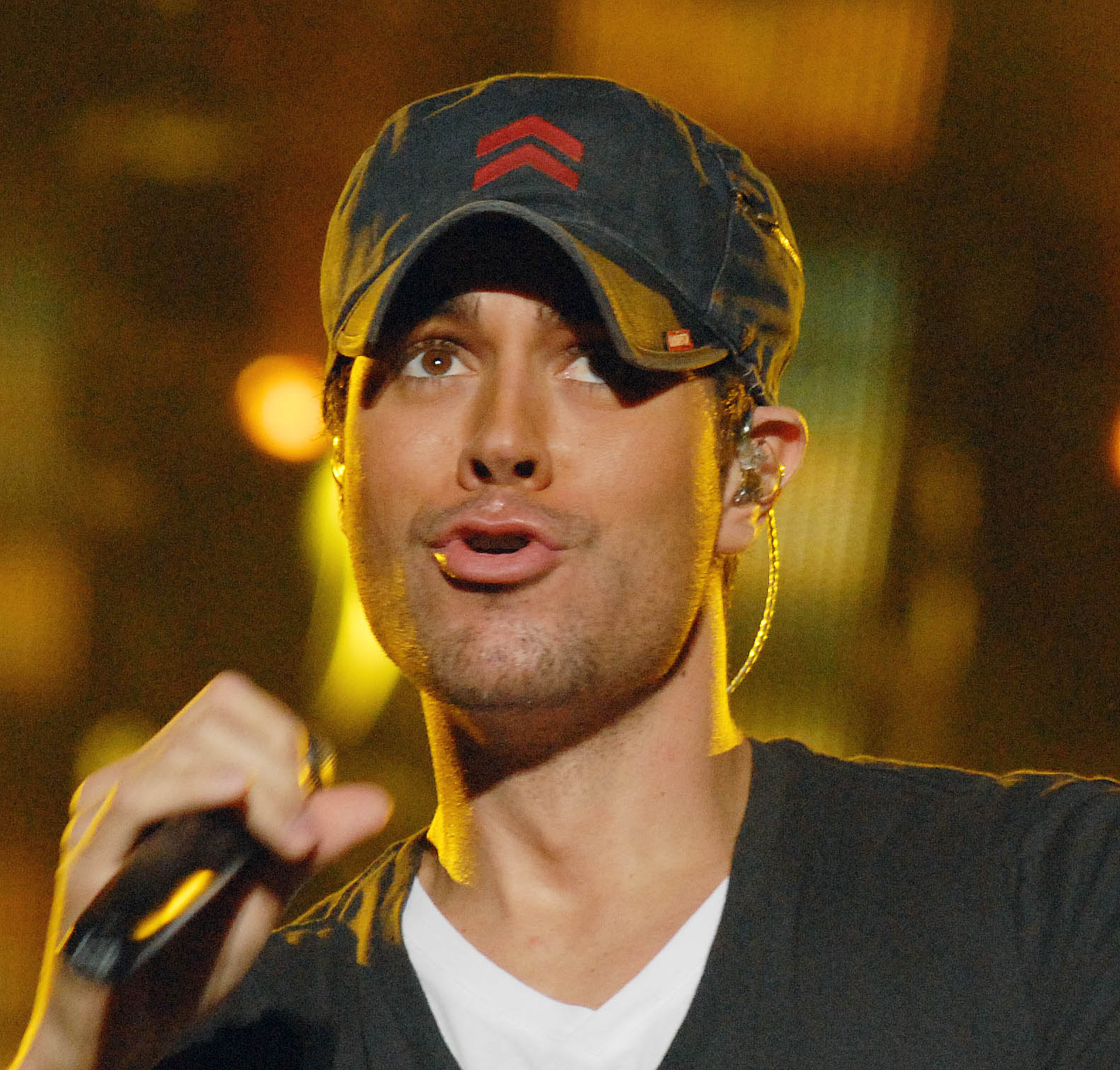
2007年

2000年3月13日までマネージャーを務めたフェルナン・マルティネスによると、イグレシアスの成功のために、エルビス・プレスリーやフランク・シナトラのマネージャーの戦略を真似て、事前にファンにスケジュールを伝えて行く先々でイグレシアスを囲ませたり、ラジオ局に電話をかけさせたという。またロサンゼルス・タイムズに掲載してもらうために、編集者の自宅をつきとめ近所にエンリケ・イグレシアスの大きな宣伝看板を建てたという。このようにメディアがイグレシアスを無視できないように仕向けていたことを告白した。また有料のコンサートより無料のイベントやチャリティーショーに出演する方がプロモーションとしては効果が高い場合があると語っている。また、イグレシアスがリムジンで乗り付けるよりもタクシーに乗ることを好み、シャンパンよりも水、キャビアよりもマクドナルドが好きだと語っている。そしてイグレシアスは非常に自己抑制力に優れた人間で、唯一の問題は早寝早起きだったと暴露している。早起きが苦手なのは、イグレシアス本人もハロッズ・バーゲン初日の早朝イベントに参加した際に認めている。しかし、これは8枚目のアルバムのタイトルにもなっている不眠症が原因とも見られ、2007年5月のエル・パイスのインタービューでは、ぐっすり眠ったことがなく睡眠薬を飲んでいると語った。
2003年には頬にあったほくろが将来ガンになる可能性があると指摘されたために、除去手術を受けている。
イグレシアスは元ミス・ユニバースのアリシア・マチャド (Alicia Machado)、モデル兼女優のソフィア・ベルガラ (Sophia Vergara)、歌手のクリスティーナ・アギレラ、女優・歌手のジェニファー・ラブ・ヒューイットなど多くの女性と噂になっている。2002年の『エスケイプ』のプロモーション・ビデオで共演したロシアのテニスプレーヤーでモデルのアンナ・クルニコワとは2004年に交際を発表し、結婚したという噂まで出た。2007年5月15日のインタービューで今も交際は順調だが結婚はしておらず、激ヤセ疑惑があるクルニコワだが健康だと話し、自分は30歳になったが今はあちこち飛び回っているので、子どもを持つならもう少し落ち着いてからだと語っている。2017年12月、クルニコワが双子を出産し父親になった。

## アルバム

### Enrique Iglesias
1995年イグレシアスは最初のアルバム『Enrique Iglesias』（邦題：『デビュー!』）をスペイン語でリリースする。『Si Tú Te Vas』『Experiencia Religiosa』などのヒット曲を含む軽いロックバラード調である。最初の一週間で50万枚のセールスを記録した。英語以外の言語のアルバムでは珍しい快挙である。
『Por Amarte』はメキシコが本拠地の世界最大スペイン語放送局であるテレビサのソープオペラ・シリーズ 『Marisol』に使用された。しかし、Por amarte daria mi vida（君への愛のためなら僕の命をあげるよ）という部分が、Por amarte Marisol, moriría (君への愛のためなら、マリソル、僕は死ねるよ)と変えられている。CDはほとんどの曲を翻訳してイタリア語版とポルトガル語版も発売された。
このアルバムから5曲がシングルカットされたが、すべてラテン・チャートの1位になっている。このアルバムでイグレシアスはベスト・ラテン・アーティストとしてグラミー賞を受賞する。

### Vivir
1997年、イグレシアスは『Vivir』（“生きること” 邦題：『ヴィヴィール』）で再び成功を収める。この年英語で歌うスーパースター達並みのセールスを記録する。イギリスのデュオ、ヤズーの『Only You』のスペイン語カバー曲『Solo en Tí』も収録されている。
大規模なアリーナやスタジアムを使うことにこだわり、同年夏にイグレシアスは、エルトン・ジョン、ブルース・スプリングスティーン、ビリー・ジョエルのサイドマンを引き連れて、チケットが売り切れとなった16カ国で演奏した。ツアーはテキサス州オデッサを皮切りに、メキシコシティの世界最大の闘牛場プラサ・デ・トロス・メヒコ (Plaza de toros México)で三夜連続、アルゼンチンのエスタディオ川プレートで13万人を相手に二夜、アメリカ合衆国内では19のアリーナで公演している。このツアーは当時としては英語以外のショーでは最大級とされた。
『Vivir』からはシングル・リリースされた6曲のうち『Enamorado por Primera Vez』、『Solo en Tí』、『Miente』の3曲がラテン・シングルのチャートや、スペイン語圏の国々でも1位に輝いた。アメリカン・ミュージック・アワードに新設された人気ラテン・アーティスト部門に ルイス・ミゲルや父のフリオ・イグレシアスとともにノミネートされた。この賞を得られなかったらフリオ・イグレシアスは怒って退席してしまうだろうといわれており、結局フリオが受賞し、エンリケは賞をもらえなかったが授賞式で『Lluvia Cae』を歌う機会を与えられた。

### Cosas del Amor
1998年、イグレシアスは3枚目のアルバム『Cosas del Amor』（“愛に関すること” 邦題：『コサス・デル・アモール』）をリリースした。過去2枚に比べて大人のテイストを打ち出し、シングル『Esperanza』と『Nunca Te Olvidaré』は2枚ともラテン・シングル・チャートの1位になり、彼のラテン・ミュージシャンとしての地位を不動にした。『Nunca Te Olvidaré』は同名のスペイン語ソープ・オペラのテーマ曲として用いられ、シリーズ最終回ではイグレシアス自身が登場して歌っている。
アルバムのリリースに合わせて小規模で短いツアーを行ったが、そのうちメキシコのアカプルコでの公演はテレビ放映された。その後は大規模な場所で80回以上にわたるワールド・ツアーを行ったが、このコサス・デル・アモール・ツアーはマクドナルドが初めてスポンサーとなったコンサートである。
前年に逃したアメリカン・ミュージック・アワードの人気ラテン・アーティスト部門を、リッキー・マーティンやロス・ティグレス・デル・ノルテ (Los Tigres del Norte)を抑えて受賞した。

### Enrique
1999年頃までにイグレシアスは英語の音楽市場でもキャリアを築いていた。これはリッキー・マーティンを最大の貢献者とするクロスオーバーの成功に起因するもので、ラテン・アーティストやラテン音楽はメジャーな音楽市場において人気が急上昇した。ウィル・スミス主演のワイルド・ワイルド・ウェストのサウンドトラックに提供した『Bailamos』がラテン・チャートはもちろん全米チャートでも1位になった。
『Bailamos』の成功で大手レーベルがこぞってイグレシアスと契約しようとした。ユニバーサルミュージック傘下のインタースコープ・レコード (Interscope Records)と複数のアルバム契約をしたイグレシアスは、初の完全英語版のCD『Enrique』（邦題：『エンリケ』）をレコーディング、リリースした。ラテンの影響があるポップ・アルバムで、作成には2ヶ月かかっており、ホイットニー・ヒューストンとのデュエット曲『Could I Have This Kiss Forever』やブルース・スプリングステイーンの『Sad Eyes』のカバー曲が含まれている。2枚目のシングル『Be with You』も全米チャート1位となった。
アルバム4枚目のシングル『You're My #1』は再レコーディングを行い、ロシアのアルスー、ブラジルのサンディー・アンド・ジュニア(Sandy & Junior)、台湾のValen Hsuなどの各国アーティストと組んだデュエットを地域限定版としてリリースした。

### Escape
イグレシアスは2001年にアルバム『Escape』（邦題：『エスケイプ』）を発表した。前年はラテンとのクロスオーバー・ミュージシャン達が最初の英語アルバムでつまずくことが多かったが、イグレシアスはそれどころかセールス記録を更新した。最初のシングル『Hero』は全英チャートや多くの国で1位になった。このアルバム全曲の作詞作曲にイグレシアスも係わっている。
『エスケイプ』はイグレシアスのアルバムで商業的に最も成功したアルバムである（2007年5月現在）。当時チャート1位であったマイケル・ジャクソンのアルバム『Invincible』を蹴落とし売り上げも抜いた。シングル『Escape』と『Don't Turn Off the Lights』はラジオの常連曲となり、北米やその他の地域でもチャートの上位を獲得した。アルバム第二版はイグレシアスの気に入っている『Maybe』とライオネル・リッチーとのデュエット曲『To Love a Woman』を収録して世界各国同時リリースされた。このアルバム人気に乗って、イグレシアスは16カ国で50回のコンサート・ツアー『One-Night Stand World Tour』 を行い、チケットは全会場で売り切れとなった。このツアーはラジオシティー・ミュージックホール、三夜連続でロンドンのロイヤル・アルバート・ホールなどで行われ、千秋楽はルーマニア・ブカレスト市内の国立リア・マノリウ・スタジアムで盛大に行われた。このコンサートはルーマニアのMTV開始とタイアップしており、番組で最初に放映されたのが『Love to See You Cry』のミュージック・ビデオであった。
第二弾の『Don't Turn Off the Lights』ツアーはニューヨークのマディソン・スクエア・ガーデン二夜、メキシコの国立オーディトリアム二夜など全席売り切れで、最終コンサートはプエルトリコ・サンフアンのロベルト・クレメンテ・コリセウムの単独ショーで、大成功に終わった。

### Quizás
2002年、母語のスペイン語で4枚目のアルバム『Quizás』（“たぶん”の意 邦題：『キザス』。スペイン語ではキサス）をリリースし、再びプラチナ・ディスクとなった。以前のスペイン語アルバムに比べて洗練されており、アルバム・タイトルにもなった『Quizás』は、イグレシアスと有名人の父とのぎこちない関係を描写した曲である。アルバム・リリース前のツアーでもこの曲を歌っていた。
アルバムは発売と同時にビルボード・チャートの12位に入り、1週間で100万枚の売り上げになり、スペイン語のアルバムでは過去5年間で最も早い売り上げスピードとなった。イグレシアスはアルバム『Quizá』で最優秀ポップ・ボーカルとしてラテン・グラミー賞を受賞した。
シングルカットされた2枚ともがラテン・チャートの1位となった。チャート1位のシングルが合計16枚になったことで、イグレシアスはラテン・チャートで最も多くNo.1ヒット・シングルを持つ歌手となった。16枚目のNo.1シングル『Para Que la Vida』は、スペイン語の歌で初めてアメリカ合衆国のラジオ局における100万回放送を記録した。
『Quizás』のミュージック・ビデオはMTVの人気番組『Total Request Live』で最初に選出されたスペイン語の曲であった。イグレシアスは、『ザ・トゥナイト・ショー・ウィズ・ジェイ・レノ』でスペイン語の曲を歌った最初のアーティストである。これがきっかけとなり、リッキー・マーティン、フアネス、ホルヘ・ドレクスラー (Jorge Drexler)といったアーティストが同番組でスペイン語の歌を披露するようになった。

### Seven
2003年イグレシアスは7枚目となるアルバム、自身の作詞作曲としては2枚目のアルバム『Seven』（邦題：『セヴン』）をリリースした。1980年代の音楽の影響を受けており、友人でギタリストのトニー・ブルーノと共著の『Roamer』、自身の独立（コーラス部分ではイグレシアスの両親が彼の歌手としての成功を信じなかったことが歌われている）がテーマの『Be Yourself』などが収録されている。最初のシングルは『Addicted』、次にケリスをゲストに呼んで作製した『Not in Love』リミックス版がシングル化されている。後者はダンス・ヒットとなったが、『エスケイプ』の半分にも達せず、アルバム自体はアメリカでは商業的に失敗したとされる。
アルバム・リリースとともに、イグレシアスは今までで最大規模のワールドツアーを行っている。大々的に宣伝されたツアーは、アメリカ国内の12のショーから始まり、海外ツアーで今まで訪れたことのない国々にも足を伸ばし、オーストラリア、インド、エジプト、シンガポールなどで満席のアリーナやスタジアムで行い、最後は南アフリカで締めくくった。
イグレシアスは一度かぎりのライブを2006年11月にウルグアイ、12月にイスラエルなどで行う一方、2006年8月にはパウリナ・ルビオとスペイン・マラガでのMTVフェスティバルに出演している。また同年11月30日から12月7日までのケロッグがスポンサーするミニツアー『For The Fans - Exclusive Club Tour』では全米5都市を回り、古いレパートリーと新曲を英語とスペイン語の両方で歌っている。

### Insomniac
イグレシアスは次のアルバム『Insomniac』（“不眠症者” 邦題：『インソムニア』）を2007年6月12日にリリースした。最初のシングルは『Do You Know (The Ping Pong Song)』に決まっており、リリース前に既にラジオなどで放送されて人気が上がっており、一部のラジオ局では既に放送リストに入っていた。Bubbling Under（今後チャートに入ることが予想される分野）のチャート102位、ラテン・チャートでは既に49位から一気に1位となっていた。ラッパーのリル・ウェイン (Lil Wayne)とコラボレートしたヒップ・ホップの『Push』、イグレシアスの作曲パートナーであるいスウェーデンのクリスチャン・ランディン (Kristian Lundin)、サバン・コテチャ(Savan Kotecha)とロサンゼルスで共同制作したムードのある曲『Ring My Bell』も収録されている。
『Insomiac』では『Do You Know？』が最初のシングルに決定し、2007年4月10日にロサンゼルスのラジオ局KIIS-FMでプレミア放送された。5月15日にイグレシアスはアメリカのリアリティー番組『ダンシング・ウィズ・ザ・スターズ』の撮影で『Do You Know？』と『Hero』を歌った。また7月7日のライブ・アースに出演した。

## セールス記録とチャート

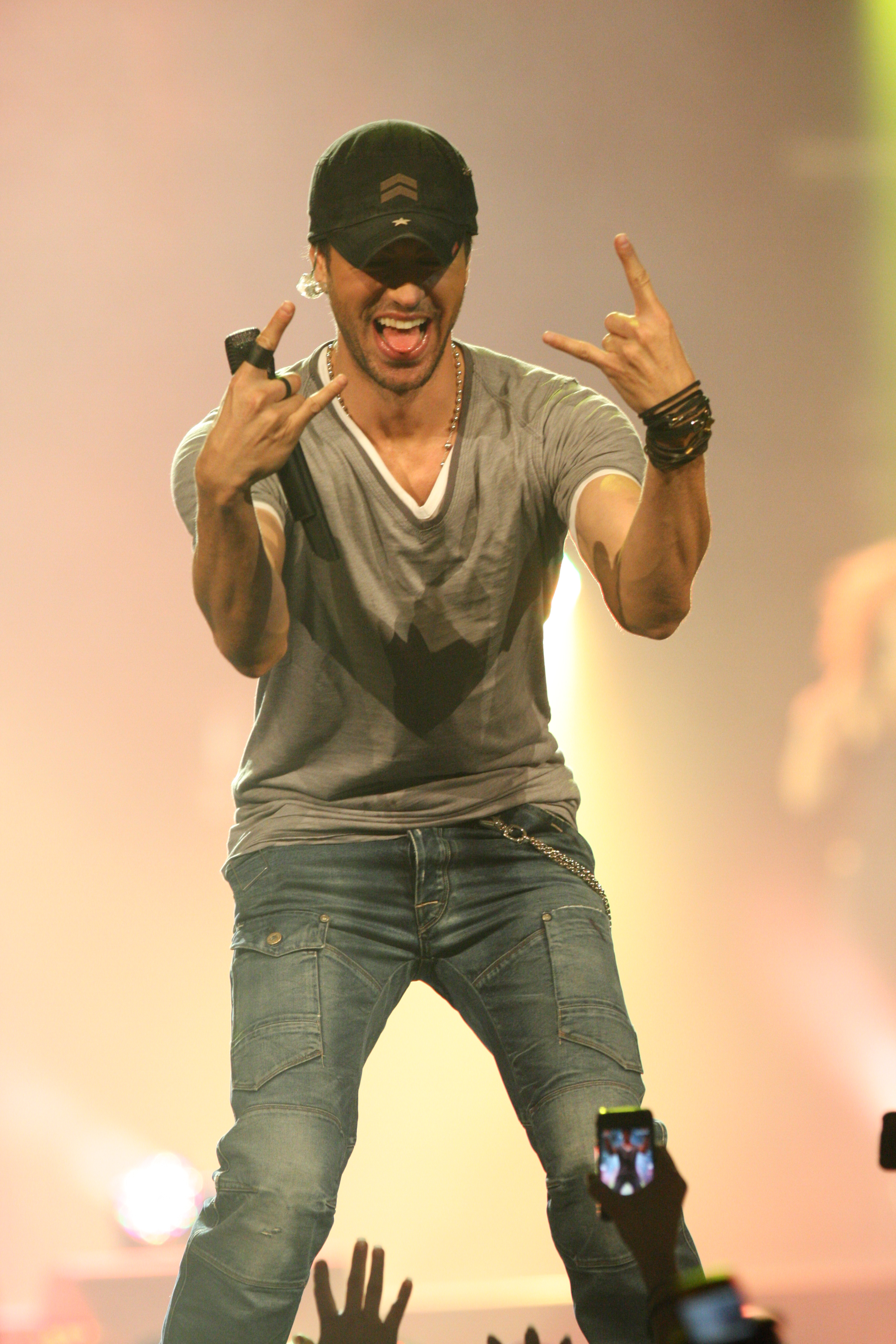
2011年

### アルバム
- 1995年 エンリケ・イグレシアス （フォノビサ） - アメリカ148位 プラチナディスク、ラテンアルバム1位 - 全世界売り上げ: 700万枚
- 1997年 ヴィヴィール （フォノビサ） - アメリカ33位 プラチナディスク、ラテンアルバム1位 - 世界売り上げ：500万枚
- 1998年 コサス・デル・アモール （フォノビサ） - アメリカ64位 ゴールドディスク、ラテンアルバム1位 - 世界売り上げ: 400万枚
- 1999年 エンリケ （インタースコープ、ユニバーサル） アメリカ33位 プラチナディスク、豪 プラチナディスク - 世界売り上げ: 650万枚
- 2001年 エスケイプ （インタースコープ、ユニバーサル） - アメリカ2位 プラチナディスクx3 オーストラリア1位 プラチナディスクx4、イギリス1位 プラチナディスクx4 - 世界売り上げ: 900万枚
- 2002年 キザス （インタースコープ、ユニバーサル） - アメリカ12位 プラチナディスクx2、ラテンアルバム1位 - 世界売り上げ: 300万枚
- 2003年 セヴン （インタースコープ、ユニバーサル） - アメリカ31位、イギリス13位、オーストラリア15位 プラチナディスク - 世界売り上げ: 350万枚
- 2007年 インソムニア （インタースコープ、ユニバーサル）
- 2010年 ユーフォリア （ユニバーサル）

ユニバーサル移籍後にフォノビサから発売されたアルバム
- 1998年 Bailamos Greatest Hits - アメリカ65位 ゴールドディスク、ラテンアルバム1位
- 1999年 The Best Hits - アメリカ175位 ゴールドディスク、ラテンアルバム2位

### シングル
| 年   | タイトル                                                                      | チャート順位 | チャート順位 | チャート順位 | チャート順位 | チャート順位 | チャート順位 | チャート順位 | チャート順位 | チャート順位 | アルバム               |
| 年   | タイトル                                                                      | 米           | 米羅         | 西           | 英           | 仏           | 独           | 豪           | 羅           | 蘭           | アルバム               |
| ---- | ----------------------------------------------------------------------------- | ------------ | ------------ | ------------ | ------------ | ------------ | ------------ | ------------ | ------------ | ------------ | ---------------------- |
| 1995 | "Si Tú Te Vas"                                                                | -            | 1            | -            | -            | 1            | -            | -            | -            | -            | エンリケ・イグレシアス |
| 1996 | "Experiencia Religiosa"                                                       | -            | 1            | -            | -            | -            | -            | -            | -            | -            | エンリケ・イグレシアス |
| 1996 | "Por Amarte"                                                                  | -            | 1            | -            | -            | -            | -            | -            | -            | -            | エンリケ・イグレシアス |
| 1996 | "No Llores Por Mi"                                                            | -            | 1            | -            | -            | -            | -            | -            | -            | -            | エンリケ・イグレシアス |
| 1996 | "Trapecista"                                                                  | -            | 1            | -            | -            | -            | -            | -            | -            | -            | エンリケ・イグレシアス |
| 1997 | "Enamorado Por Primera Vez"                                                   | -            | 1            | -            | -            | -            | -            | -            | -            | -            | ヴィヴィール           |
| 1997 | "Sólo En Ti"                                                                  | -            | 1            | -            | -            | -            | -            | -            | -            | -            | ヴィヴィール           |
| 1997 | "Al Despertar"                                                                | -            | 11           | -            | -            | -            | -            | -            | -            | -            | ヴィヴィール           |
| 1997 | "Lluvia Cae"                                                                  | -            | 3            | -            | -            | -            | -            | -            | -            | -            | ヴィヴィール           |
| 1997 | "Miente"                                                                      | -            | 1            | -            | -            | -            | -            | -            | -            | -            | ヴィヴィール           |
| 1997 | "Revolución"                                                                  | -            | 6            | -            | -            | -            | -            | -            | -            | -            | ヴィヴィール           |
| 1998 | "Esperanza"                                                                   | -            | 1            | -            | -            | -            | -            | -            | -            | -            | コサス・デル・アモール |
| 1998 | "Nunca Te Olvidaré"                                                           | -            | 1            | -            | -            | -            | -            | -            | -            | -            | コサス・デル・アモール |
| 1999 | バイラモス "Bailamos"                                                         | 1            | 1            | 1            | 4            | 6            | 10           | 13           | 11           | 4            | エンリケ               |
| 1999 | "Rhythm Divine"                                                               | 28           | 1            | 1            | 45           | 27           | 24           | 36           | -            | 20           | エンリケ               |
| 2000 | "Be With You"                                                                 | 1            | -            | 1            | -            | 43           | 20           | 36           | 8            | -            | エンリケ               |
| 2000 | サッド・アイズ "Sad Eyes"                                                     | -            | -            | 15           | -            | -            | -            | -            | 14           | -            | エンリケ               |
| 2000 | "You're My Number One" （ゲスト: アルス Alsou）                               | -            | -            | -            | -            | -            | -            | -            | 8            | -            | エンリケ               |
| 2000 | "Could I Have This Kiss Forever" （ホイットニー・ヒューストンとのデュエット） | 57           | -            | 19           | 3            | 16           | 5            | 12           | 4            | 1            | エンリケ               |
| 2001 | ヒーロー "Hero"                                                               | 3            | 1            | 1            | 1            | 45           | 3            | 1            | 4            | 3            | エスケイプ             |
| 2002 | エスケイプ "Escape"                                                           | 12           | -            | -            | 3            | -            | 6            | 7            | 2            | 3            | エスケイプ             |
| 2002 | "Don't Turn Off the Lights"                                                   | -            | -            | -            | -            | -            | -            | 8            | -            | -            | エスケイプ             |
| 2002 | "Love to See You Cry"                                                         | -            | -            | -            | 12           | -            | 53           | 61           | 9            | 25           | エスケイプ             |
| 2002 | メイビー "Maybe"                                                              | -            | -            | -            | 12           | -            | 62           | 41           | 6            | 21           | エスケイプ             |
| 2002 | "Mentiroso"                                                                   | -            | 1            | -            | -            | -            | -            | -            | -            | -            | キザス                 |
| 2002 | "La Chica De Ayer"                                                            | -            | -            | 1            | -            | -            | -            | -            | -            | -            | キザス                 |
| 2003 | "To Love a Woman" （ゲスト：ライオネル・リッチー）                            | -            | -            | -            | 19           | -            | 52           | -            | 20           | -            | エスケイプ             |
| 2003 | "Quizás"                                                                      | -            | 1            | -            | -            | -            | -            | -            | -            | -            | キザス                 |
| 2003 | "Para Que La Vida"                                                            | -            | 1            | -            | -            | -            | -            | -            | -            | -            | キザス                 |
| 2003 | アディクティッド "Addicted"                                                   | 19           | -            | -            | 11           | -            | 31           | 43           | 6            | -            | セヴン                 |
| 2004 | ノット・イン・ラヴ "Not In Love" （ゲスト：ケリス Kelis）                     | 27           | -            | -            | 5            | 36           | 14           | 15           | 10           | 6            | セヴン                 |
| 2007 | "Do You Know? (The Ping Pong Song)"                                           | 30           | 1            | 16           | 9            | -            | -            | -            | -            | -            | インソムニア           |
| 2007 | サムバディズ・ミー "Somebody's Me"                                            | -            | 4            | -            | 162          | -            | -            | -            | -            | -            | インソムニア           |
| 2007 | タイアード・オブ・ビーイング・ソーリー "Tired of Being Sorry"                 | -            | -            | -            | 20           | 1            | -            | -            | -            | 3            | インソムニア           |

## 受賞歴
- 1996年
  - ロ・ヌエストロ賞 (Lo Nuestro)：最優秀新人賞、最優秀表現賞・最優秀作曲賞（ともに『Si Tú Te Vas』）。ロ・ヌエストロ賞は、アメリカ合衆国における最大のヒスパニックテレビ局であるウニビジョン (Univision) によるラテン系アーティストに贈られる賞。
  - エレス賞 (Eres)：最優秀曲賞、最優秀ビデオ賞、最優秀デビュー賞。エレス賞は、エディトリアル・テレビサ (Editorial Televisa) が出版する若者向けスペイン語雑誌『Eres』がスポンサーの賞。
  - ニューヨーク・ラテン・エース賞 (New York Latin ACE Awards)：1996年度ボーカリスト賞。エース賞は、ニューヨーク在住のヒスパニック・ジャーナリストや特派員から成る組織がラテン系エンターテイメント業界に貢献した人物に贈る賞。
  - TV・イ・ノベラス賞 (TVyNovelas):最優秀男性ボーカリスト賞。TV・イ・ノベラスは、ソープオペラが中心のメキシコの雑誌『TVyNovelas』がスポンサーする賞。
  - ビルボード・ミュージック・アワード：1996年度新人アルバム賞。
  - ワールド・ミュージック・アワード：1996年度ヒスパニック・アーティスト賞、新事実賞。
- 1997年
  - グラミー賞：最優秀ラテン・パフォーマー賞
  - ASCAP賞：ラテン賞 (『Si Tu Te Vas』『No llores Por Mi』『Por Amarte』)。ASCAP賞は、米国作曲家作詞家出版者協会(ASCAP)によって各部門で優秀な者を表彰する。
  - ビルボード・ミュージック・アワード：1997年度アルバム賞 (『Vivir』)、1997年度アーティスト賞
  - ニューヨーク・ラテン・エース賞：1997年度パフォーマー賞
  - ラジオ・ミュージック・アワード(Radio Music Award)：コンテンポラリー部門 最優秀アーティスト。ラジオ・ミュージック賞は、大手のラジオ局放送において最も成功した曲に贈られる。
- 1998年
  - ビルボード・ミュージック・アワード：最優秀ラテン・ポップ・アーティスト賞
- 1999年
  - アメリカン・ミュージック・アワード：人気ラテン・アーティスト賞
- 2001年
  - ワールド・ミュージック・アワード：最優秀ラテン・アーティスト賞、ベストセラー賞 男性ポップ・アーティスト部門、ベストセラー賞 ヨーロッパ・ポップ・アーティスト部門
  - アメリカン・ミュージック・アワード：人気ラテン・アーティスト賞
- 2002年
  - オンダス賞 (Premios Ondas)：1990年代最優秀スペイン・アーティスト賞。オンダス賞はバルセロナ・ラジオがエンターテイメント業界で功績を残した者を表彰する賞。
  - ナショナル・ミュージック・アワード (National Music Awards)：人気アルバム『Escape』。ナショナル・ミュージック・アワードはイギリスの音楽賞。
- 2003年
  - ラテン・グラミー賞 (Latin Grammy Awards)：最優秀男性ポップアルバム賞 (『Quizás』)。グラミー賞のラテン版。
- 2004年
  - MTVインド賞：最優秀国際ポップ・アクト男性部門賞。インドで最も人気のある音楽チャンネル、MTVインド (MTV India)主催の賞。
- 2005年
  - ビルボード・ラテン・ミュージック・アワード：2005年度ラテン・ダンスクラブ・トラック賞 (『Not In Love/No Es Amor (Club Remixes)』)。ビルボード・ミュージック・アワードのラテン版。